# Половинко Руслан Олександрович
Половинко Руслан Олександрович (нар. 21 жовтня 1969 — пом. 6 серпня 1992) — офіцер ВПС Азербайджану українського походження, Національний герой Азербайджану (1992).

## Життєпис
Уродженець м. Зміїв Харківської області.
Навчався в аероклубі ДТСААФ, де стрибав із парашутом та літав на вертольоті. Тож після закінчення школи вступив до Сизранського вищого військового авіаційного училища льотчиків.
Після випуску потрапив служити в Нахічевань.
Після розпаду СРСР переїхав до Баку та почав службу у ВПС Азербайджана. Воюював у Карабасі. Відзначився в боях за Кубатли, Лачин, Мардакерт.
6 серпня 1992 року, отримавши інформацію про те, що на висоті Касапет азербайджанські війська потрапили в оточення, екіпаж Мі-24 у складі Закіра Меджидова, Руслана Половинки та Джаваншира Рагімова отримав наказ підтримати оточених. Виконавши три бойові вильоти до району висоти, екіпаж повністю знищив бойову техніку та живу силу противника, а також, приземлившись, забрав поранених. Та — не всіх. Четвертий бойовий виліт був виконаний задля вивезення решти поранених. І тут у вертоліт вручила ракета ПЗРК.
Похований у Змієві.

## Нагороди
Указом президента Азербайджанської Республіки № 204 від 14 вересня 1992 року лейтенанту Половинці Руслану Олександровичу було присвоєно звання Національного героя Азербайджану (посмертно).